# Christian Peukert
Christian Peukert (* 21. Februar 1960 in Frankfurt am Main) ist ein ehemaliger deutscher Fußballspieler.
Peukert spielte sowohl im Mittelfeld als auch im Angriff. Seine Karriere begann bei Blau-Weiß Frankfurt. Bis 1983 spielte er dann für Eintracht Frankfurt und kam dabei zu einem Bundesligaspiel. Für Kickers Offenbach, für den er von 1983 bis 1985 spielte, absolvierte er dann noch 10 Bundesligaspiele und 14 Zweitligaspiele. 
Danach wechselte er zu Rot-Weiss Frankfurt (bis 1992), trat noch bis 1994 für die SG Hoechst an, bevor er 1994/95 bei Viktoria Kelsterbach und 1995 beim SV Ruppertshain seine Karriere ausklingen ließ. 